# Carretera Nueva
Carretera Nueva är en ort i Mexiko.   Den ligger i kommunen Huehuetán och delstaten Chiapas, i den sydöstra delen av landet, 900 km sydost om huvudstaden Mexico City. Carretera Nueva ligger 35 meter över havet och antalet invånare är 326.
Terrängen runt Carretera Nueva är platt åt sydväst, men åt nordost är den kuperad. Runt Carretera Nueva är det ganska tätbefolkat, med 207 invånare per kvadratkilometer. Närmaste större samhälle är Huixtla, 11,2 km nordväst om Carretera Nueva. I omgivningarna runt Carretera Nueva växer i huvudsak städsegrön lövskog.